# Serrières-de-Briord
Serrières-de-Briord is een gemeente in het Franse departement Ain (regio Auvergne-Rhône-Alpes). De plaats maakt deel uit van het arrondissement Belley. Serrières-de-Briord telde op 1 januari 2022 1.329 inwoners.

## Geografie
De oppervlakte van Serrières-de-Briord bedroeg op 1 januari 2022 8,03 vierkante kilometer; de bevolkingsdichtheid was toen 165,5 inwoners per km².
De onderstaande kaart toont de ligging van Serrières-de-Briord met de belangrijkste infrastructuur en aangrenzende gemeenten.

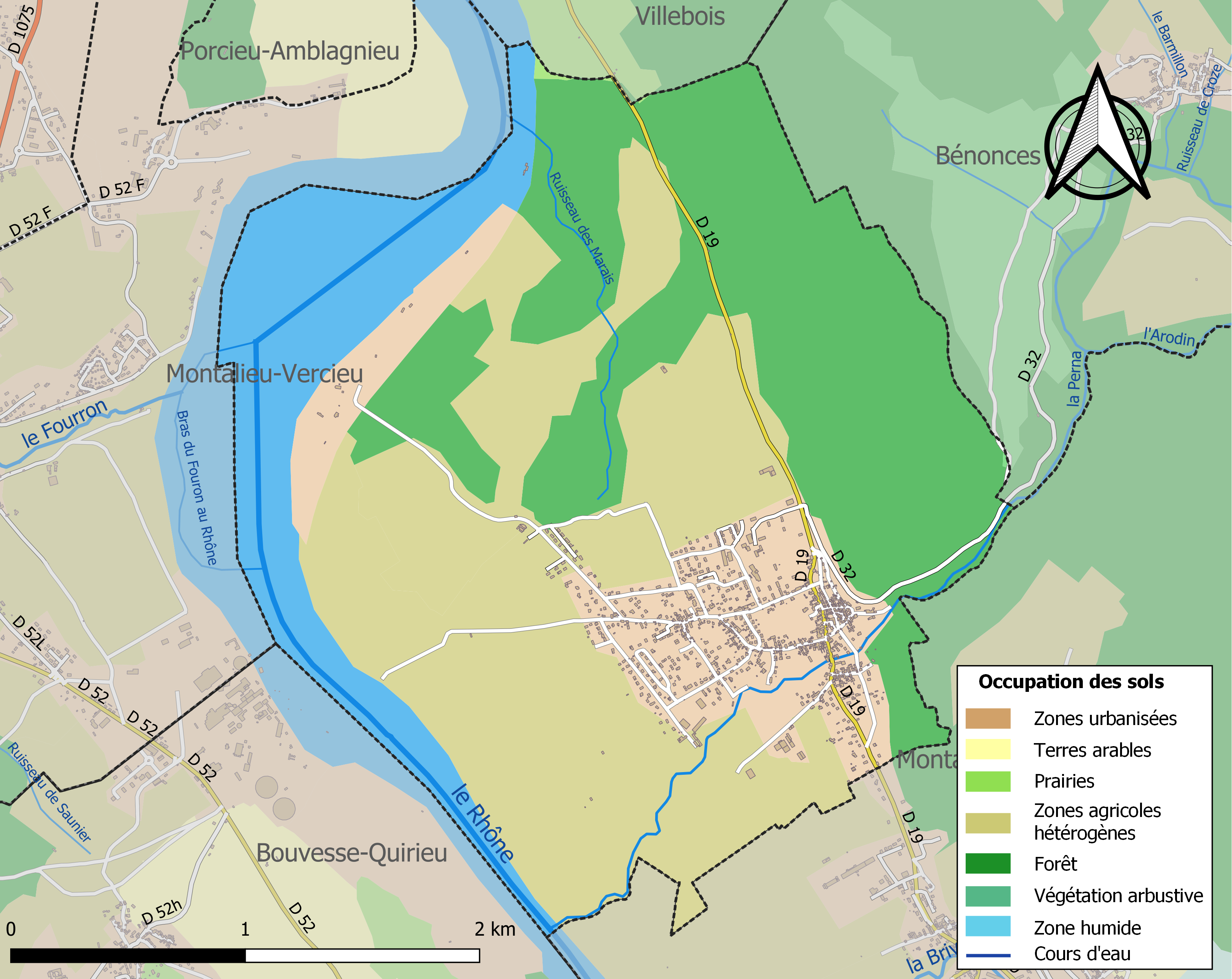

## Demografie
Onderstaande figuur toont het verloop van het inwonertal (bron: INSEE-tellingen).
Vanwege een beveiligingsprobleem met de MediaWiki Graph-software is het momenteel niet mogelijk deze grafiek weer te geven. Zodra de software is bijgewerkt zal de grafiek vanzelf weer zichtbaar worden.